# Hallama Erzsébet
Hallama Erzsébet (Kispest, 1937. január 5. – Pécs, 1991. június 1.) Janus Pannonius- és József Attila-díjas író, újságíró.

## Élete
Az ELTE BTK újságíró szakán végzett 1959-ben. 1976–1982 között a Dunántúli Napló főszerkesztő-helyettese volt, 1976–1987 között pedig a Jelenkor szerkesztőbizottságának tagja.
1987–1988-ban a Jelenkor főszerkesztője. Meseregények, riportkönyvek, elbeszéléskötetek és kisregények szerzője.

## Művei
- Cikcakk, meseregény, Móra Ferenc Ifjúsági Könyvkiadó, Budapest, 1971
- Odaát Arizonában, elbeszélések, Szépirodalmi Könyvkiadó, Budapest, 1974
- Üvegvár, regény, Szépirodalmi Könyvkiadó, Budapest, 1975
- Mongóliai napló, 1977
- Hisziapiszi és a többiek, gyermekregény, Móra Ferenc Ifjúsági Könyvkiadó, Budapest, 1982
- Hisziapiszi utazásai, gyermekregény, Móra Ferenc Ifjúsági Könyvkiadó, Budapest, 1983
- A hét varázsdoboz, mesefilm, 1985[2]
- Békés környék, regény, Rakéta Regénytár, Magvető Könyvkiadó, Budapest, 1986
- "Fele játék – fele gyötrelem" . Tudósportrék, interjúk, Baranya Megyei Könyvtár, Pécs, 1986
- A vendégelefánt, gyermekregény, Móra Ferenc Ifjúsági Könyvkiadó, Budapest, 1986
- A nyugalom napja, elbeszélések, Szépirodalmi Könyvkiadó, Budapest, 1986
- Hisziapiszi nyomoz, gyermekregény, Móra Ferenc Ifjúsági Könyvkiadó, Budapest, 1987
- A bábu, regény, Rakéta Regénytár, Magvető Könyvkiadó, Budapest, 1989
- Létszámfelettiek, forgatókönyv, 1991
- Találkozás a delfinnel. Tárcák, karcolatok, publicisztikák; utószó Gállos Orsolya; Pro Pannonia, Pécs, 1997 (Pannónia könyvek)[3]

## Díjai
- Munka Érdemrend arany fokozata (1978)[1]
- Janus Pannonius-díj (1985)[1]
- József Attila-díj (1989)[1]